# 朱店站
朱店站位于中华人民共和国湖北省黄冈市浠水县朱店乡，是京九铁路的一座火车站，等级为四等站，距北京西站1171公里，距常平站1144公里，本站及相邻上下行区间均为电气化区段。车站建于1996年，现只办理货运，不办理客运业务。